# Ypthima praestans
Ypthima praestans är en fjärilsart som beskrevs av Frans G.Overlaet 1954. Ypthima praestans ingår i släktet Ypthima och familjen praktfjärilar. Inga underarter finns listade i Catalogue of Life.